# Helmut Baur (Unternehmer)

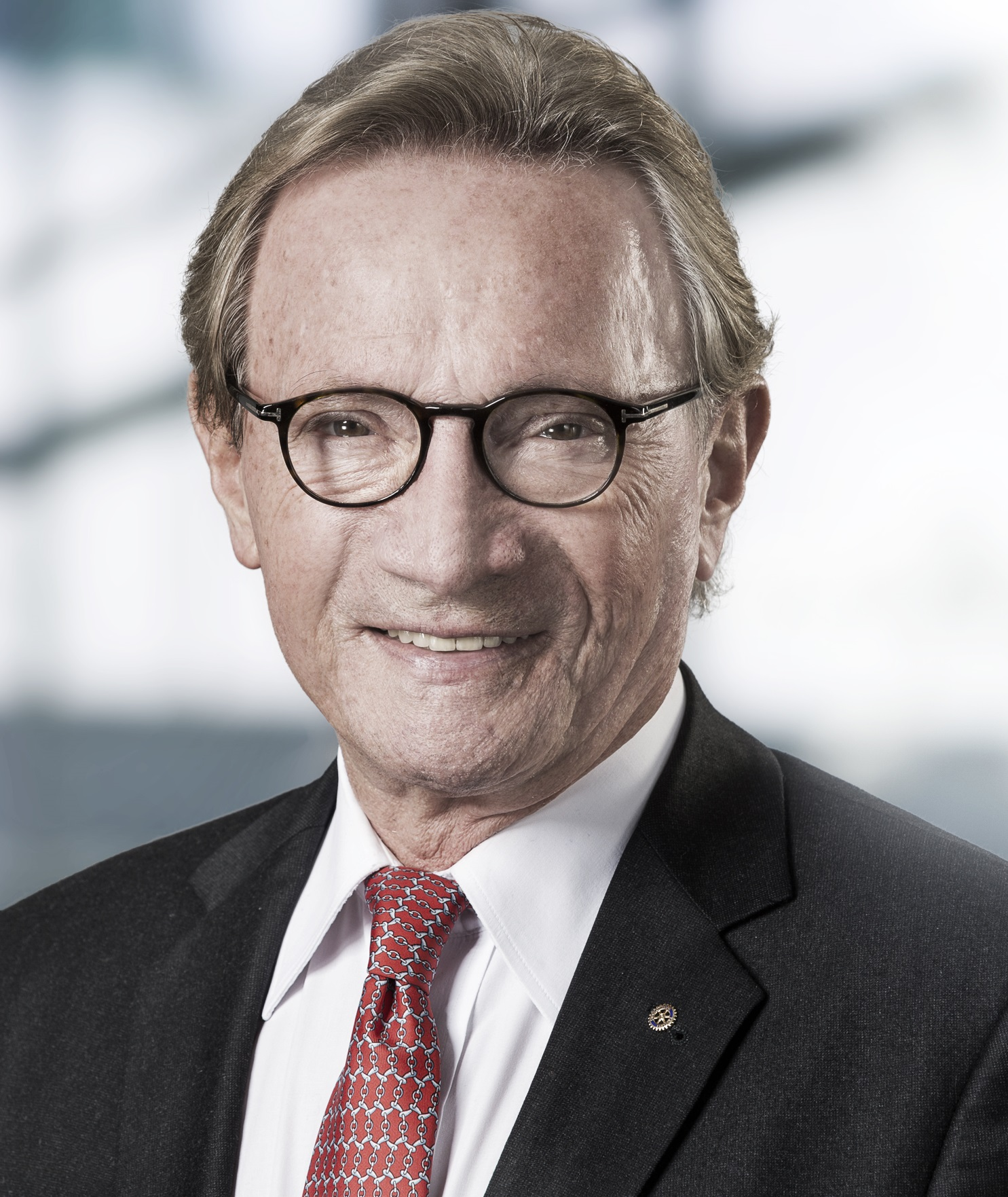
Helmut Baur, 2014

Helmut Baur (* 12. Juli 1941 in Böblingen) ist ein deutscher Unternehmer und  Geschäftsführender Gesellschafter der Binder Optik GmbH.

## Leben
Helmut Baur ist der Sohn von Inhabern eines Uhren- und Juweliergeschäfts in Böblingen. Nach der mittleren Reife absolvierte er Ausbildungen zum Uhrmacher und Optiker.
Baur legte an der Universität Tübingen das Hochbegabtenabitur ab. Als Stipendiat der Studienstiftung des deutschen Volkes studierte er Betriebswirtschaftslehre an den Universitäten in Stuttgart, Fribourg (Schweiz) und Erlangen-Nürnberg. Er schloss sein Studium mit Prädikatsexamen nach sechs Semestern als Diplom-Kaufmann mit anschließender Promotion ab. Seine ersten beruflichen Stationen waren die kaufmännische Leitung eines mittelständischen Brillenherstellers in Pforzheim und die Vertriebsleitung bei Carl Zeiss in Aalen und Stuttgart.
Am 1. August 1975 gründeten Helmut Baur und seine Frau Gabriele das erste Binder-Optik-Fachgeschäft in Böblingen, wo auch heute noch der Firmensitz ist. Im Jahre 2015 gab es 50 Binder-Geschäfte in Baden-Württemberg, Rheinland-Pfalz und Bayern. Binder Optik erzielte mit rund 400 Mitarbeitern einen Jahresumsatz von 40 Millionen Euro und belegte in der deutschen Optik-Branche den achten Rang. Gabriele Baur ist im Familienunternehmen zuständig für die Gestaltung der Geschäfte, den Einkauf und das Design der eigenen Kollektionen. Sein Sohn Dominic (* 1979) ist zuständig für den Vertrieb.

## Auszeichnungen
Für seine unternehmerischen Erfolge wurde Helmut Baur 1990 mit der Wirtschaftsmedaille in Gold des Landes Baden-Württemberg ausgezeichnet.
1992 wurde er mit dem Bundesverdienstkreuz am Bande geehrt. Das Bundesverdienstkreuz erhielt er für sein weltweites Engagement für den Artenschutz und die Erhaltung bedrohter Tierarten. Sein besonderes Engagement gilt dem Erhalt natürlicher Lebensräume und Ressourcen in Asien, Afrika und Südamerika. Dank seines Einsatzes ist Schildpatt der Meeresschildkröten in den deutschen Optik-Geschäften untersagt.
Im Jahr 2000 erhielt er die Staufermedaille in Gold des Landes Baden-Württemberg, verliehen durch Ministerpräsident Erwin Teufel. 2009 folgte der Zukunftspreis des baden-württembergischen Einzelhandels und der Crystal Award von Marchon-Deutschland für seine Lebensleistung in der Optik-Branche. Helmut Baur war mehrfach Finalist als Entrepreneur des Jahres von Ernst & Young im Bereich Handel.
Im Dezember 2017 wurde ihm von Bundespräsident Frank-Walter Steinmeier das Verdienstkreuz 1. Klasse des Verdienstordens der Bundesrepublik Deutschland für seine herausragenden Leistungen für das Gemeinwesen und seine Verdienste um Deutschland und seine Menschen verliehen. Die offizielle Übergabe erfolgte im März 2018 durch die baden-württembergische Wirtschaftsministerin Nicole Hoffmeister-Kraut.

## Ehrenämter
Helmut Baur ist Ehrensenator und Kuratoriumsmitglied der Hochschule für Technik und Wirtschaft in Aalen. Zudem war er viele Jahre Mitglied des Hochschulrats. Er stiftet seit 20 Jahren den Hochschulpreis für den Diplomstudiengang Augenoptik und den berufsbegleitenden Masterstudiengang, der alle zwei Jahre verliehen wird. Er ist Vorstandsmitglied der wissenschaftlichen Gesellschaft für marktorientierte Unternehmensführung an der Technischen Universität Dresden. Im Kuratorium der Internationalen Business School Stuttgart (SIMT) ist er langjähriges Mitglied. 1985 gegründete Helmut Baur die Stiftung Deutsche Sehhilfe mit Unterstützung der Firmen Zeiss, Mercedes-Benz, Ford, Rodenstock und Essilor.
Helmut Baur ist seit 1992 Honorarkonsul von Malaysia und seit 1996 Honorargeneralkonsul für Baden-Württemberg, Rheinland-Pfalz und das Saarland. Aufgrund seiner besonderen Verdienste für den Ausbau der wirtschaftlichen Beziehungen zwischen Deutschland und Malaysia wurde ihm vom malaysischen König der Adelstitel Datuk verliehen, den nur wenige Ausländer erhalten haben. Ab 1998 war er für neun Jahre Vizepräsident der Union der Honorarkonsuln Deutschlands.
Seit 2008 ist er Vorstandsmitglied des Bundesverbandes mittelständische Wirtschaft Berlin und dort zuständig für die Bundesländer Baden-Württemberg und Bayern, außerdem für die Bereiche Außenpolitik, Gesundheit und Hochschulpolitik. Sein Sport-Sponsoring gilt vor allem dem Breitensport, so ist Baur seit 2008 Mitglied im Kuratorium der Stiftung Deutsche Sporthilfe und unterstützt verschiedene regionale Sportverbände. Seine Firma Binder Optik ist ein Hauptsponsor des Handballvereins TVB 1898 Stuttgart (Bundesliga).
Helmut Baur engagiert sich seit Jahren auch im Bereich Kultur und Umwelt. Er ist langjähriges Kuratoriumsmitglied der Ludwigsburger Schlossfestspiele und Gründungsmitglied der Stiftung der Württembergischen Staatstheater.
Seit 1974 ist er aktives Mitglied der Confrérie de la Chaîne des Rôtisseurs und war viele Jahre Mitglied des Präsidiums sowie Vizepräsident der Chaine-Stiftung, die sich der Förderung und Weiterbildung begabter junger Köche und Weinkellner annimmt.